# 李紘
李纮（？—876年），唐朝皇子，是唐顺宗李诵的第十七子，生母不详。
生年没有记载。贞元二十一年（805年），李纮被父亲唐顺宗封为抚王，咸通四年（863年），册拜司空。咸通五年（864年），册拜司徒。乾符三年（876年），册拜太尉，六月，李纮去世。有一子，中山郡王李{忄辰，屬[U+31797]}。